# 蒂莫西·洛夫乔伊牧师
蒂莫西·洛夫喬伊牧師（Reverend Timothy "Tim" Lovejoy），辛普森家庭裡的角色是春田鎮第一教堂的牧師。2014年，蒂莫西·洛夫喬伊牧師的名字在台灣配音版改為林涼堂牧師。

## 家庭
妻子海倫·洛夫喬伊，協助他處理教堂事務。她的口頭禅是“替孩子們想想!”（"Will someone please think of the children?"）但是這句話經常使用不當。

女兒傑西卡·洛夫喬伊，長相漂亮但是心地不好。

## 性格
缺點

8季22集交代，洛夫喬伊剛來到春田市時對自己的工作充滿了熱情。但是內德·弗蘭德沒完沒了的求教使得他對工作失去了耐心，最後陷入走哪算哪的境地。9季13集暗示，洛夫喬伊並不是真的虔誠信教。6季7集裏面，洛夫喬伊表現的虛僞而護短。20季15集交代，海倫本來是銷售化妝品的，但是因爲賺得比牧師多而被牧師要求放棄工作。

優點

在8季22集結尾，洛夫喬伊表現出了機智、勇敢的一面。

## 信息來源
1. ↑  6季7集